# Lutz Salzmann
Lutz Salzmann (* 1958 in Magdeburg) ist ein deutscher Schauspieler.

## Leben
Lutz Salzmann wuchs in Magdeburg auf. Von 1979 bis 1981 absolvierte er eine Ausbildung zum Bühnentechniker am Theater Magdeburg.
Er absolvierte von 1981 bis 1985 sein Schauspielstudium an der Hochschule für Schauspielkunst Ernst Busch in Ost-Berlin. Als Bühnendarsteller wirkte er in zahlreichen Theaterstücken mit, wie in Peer Gynt, Hamlet oder in Operetten wie Die lustige Witwe. Er hatte langjährige Engagements am Theater Chemnitz, am Sächsischen Staatstheater, am Deutschen Schauspielhaus, am Württembergischen Staatstheater Stuttgart, am Münchner Volkstheater und seit der Spielzeit 2013/2014 am Deutschen Nationaltheater und Staatskapelle Weimar.
Salzmann wirkte als Schauspieler vor der Kamera in den 1980er-Jahren in mehreren DEFA-Filmen und in Fernsehserien des Deutschen Fernsehfunks mit. Einem breiten Publikum bekannt wurde er im Jahr 1987 vor allem durch seine Rolle als Kindergärtner Fridolin Krawutschke in der siebenteiligen Serie Fridolin.

## Filmografie
- 1979: Sonderurlaub
- 1984: Kaskade rückwärts
- 1986: Das Haus am Fluß
- 1987: Fridolin (7-teilige Miniserie)
- 1990: Albert Einstein (TV-Zweiteiler)
- 2013: Die Geschichte vom traurigen Wanka (Kurzfilm)

## Hörspiele (Auswahl)
- 1998: Anton Tschechow: Eine langweilige Geschichte (Aleksandr Adolfovic Gnekker) – Regie: Günter Bommert (Hörspielbearbeitung – MDR)
- 2004: Heidi-Maria von Plato: Vampirella (Egbert) – Regie: Günter Maurer (Original-Hörspiel, Kinderhörspiel – SWR)

Quelle: ARD-Hörspieldatenbank